# Orthant
 (février 2017).
Si vous disposez d'ouvrages ou d'articles de référence ou si vous connaissez des sites web de qualité traitant du thème abordé ici, merci de compléter l'article en donnant les références utiles à sa vérifiabilité et en les liant à la section « Notes et références ».

Dans un espace de dimension 2, il y a 4 orthants (appelés quadrants)

En géométrie, un orthant est la généralisation dans un espace euclidien de dimension quelconque n du quadrant d'un plan ou de l'octant en dimension 3.
Un orthant en dimension n peut être considéré comme l'Intersection de n demi-espaces orthogonaux. Par permutation, il y a 2n orthants dans un espace de dimension n.
De façon spécifique, un orthant fermé dans {\displaystyle \mathbb {R} ^{n}} est le sous-ensemble défini par une contrainte de signe sur chaque coordonnée cartésienne. Ce sous-ensemble est défini par le système d'inéquations :
{\displaystyle \varepsilon _{1}x_{1}\geqslant 0,\ \varepsilon _{2}x_{2}\geqslant 0,\ \varepsilon _{n}x_{n}\geqslant 0}
où chaque εi a pour valeur +1 ou −1.
L'orthant positif (resp. négatif) est celui que l'on obtient en prenant tous les εi = 1 (resp. εi = -1); on le note souvent {\displaystyle \mathbb {R} _{+}^{n}} (resp. {\displaystyle \mathbb {R} _{-}^{n}}).
Un orthant ouvert dans {\displaystyle \mathbb {R} ^{n}} est un sous-ensemble défini par le système d'inéquations strictes :
{\displaystyle \varepsilon _{1}x_{1}>0,\ \varepsilon _{2}x_{2}>0,\ \varepsilon _{n}x_{n}>0}
où chaque εi a pour valeur +1 ou −1.
Par dimension:
1. En dimension 0, un orthant est un point
2. En dimension 1, un orthant est une demi-droite.
3. En dimension 2, un orthant est un quadrant.
4. En dimension 3, un orthant est un octant.